# Pia Lohikoski
Pia Marjaana Lohikoski, född 5 september 1977 i Vanda, är en finländsk politiker (Vänsterförbundet). Hon är ledamot av Finlands riksdag sedan 2019. Till utbildningen är hon politices magister. Hon har arbetat som förbunds- och utbildningschef.
Lohikoski blev invald i riksdagsvalet 2019 med 2 544 röster från Nylands valkrets.